# Billet d'État

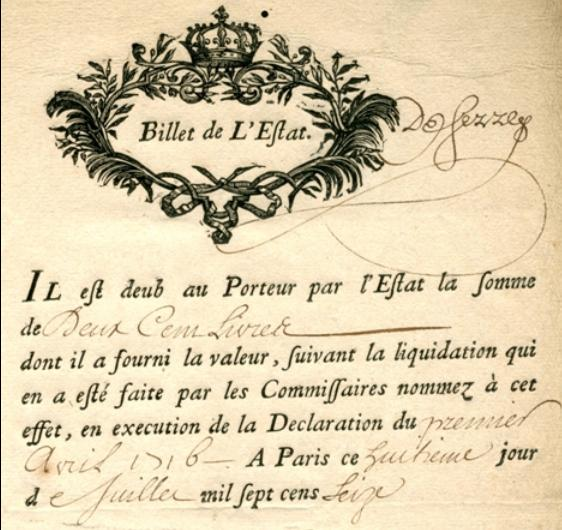
Billet d'un montant de 200 livres émis en juillet 1716.

Le billet d’État ou billet de l'Estat est un outil financier français qui avait été instauré pour permettre au royaume de France de rembourser les intérêts de sa dette souveraine constatée après la mort de Louis XIV, en septembre 1715. Au fil des spéculations qui s'ensuivirent, ils ne valurent rapidement que vers le tiers de leur valeur nominale. De fait, les possesseurs de ces billets trouvèrent une bonne façon de s'en débarrasser en devenant actionnaire de la Compagnie des Indes Occidentales.

L'Encyclopédie en donne la définition suivante : 

« […] Billets qui ont commencé presque en même tems que le regne de Louis XV pour acquitter les dettes immenses contractées sous le regne précédent. Ces dettes qui montoient à plusieurs centaines de millions ayant été payées en partie par divers moyens, le roi les réduisit à un capital de 250 millions, qu'il se chargea de payer, & en fit, pour ainsi dire, ses billets aux intéressés. Ces nouveaux billets furent appelés billets de l'état; par ce que le roi en fit sa dette, & qu'il promit de les payer sur les revenus de l'état; au lieu qu'auparavant ce n'étoient que des billets de particuliers, quoique faits pour des sommes fournies pour les besoins de l'état. La plûpart de ces billets ont été depuis retirés, soit en taxes sur les gens d'affaire, soit en actions de la compagnie d'occident, soit en rentes viageres sur l'hôtel de ville de Paris, soit enfin par des loteries qui s'y tiroient tous les mois. »

## Sources
- Thierry Claeys, Les Institutions financières en France au XVIIIe siècle, tome 1, Paris, Kronos, éditions SPM, 2012, p. 546-549  (ISBN 978-2901952862) .
- Yves Leclercq, Histoire économique et financière de la France d'Ancien Régime, coll. Cursus, Paris, Armand Colin, 1998.